# Grande Prêmio da Hungria de 2009
Resultados do Grande Prêmio da Hungria de Fórmula 1 realizado em Hungaroring em 26 de julho de 2009. Décima etapa do campeonato, foi vencido pelo britânico Lewis Hamilton, da McLaren-Mercedes, com Kimi Räikkönen em segundo pela Ferrari e Mark Webber em terceiro pela Red Bull-Renault.

## Resumo
- Durante o treino classificatório, Felipe Massa foi atingido na cabeça por uma mola que se soltou da suspensão da Brawn de Rubens Barrichello, ficando inconsciente e colidindo contra o muro de proteção. Após o resgate, foi levado para o hospital, onde foram diagnosticadas fraturas no crânio e uma pequena lesão cerebral, motivo pelo qual o piloto teve de passar por cirurgia.[3][4][5]
- Primeira e única pole position de Fernando Alonso no campeonato de 2009.
- Primeira vitória de Lewis Hamilton no campeonato.
- Depois do Grande Prêmio da Hungria, Nelson Piquet Jr. foi demitido pela Renault e substituído pelo francês Romain Grosjean.

## Classificação da prova
Carros com KERS estão marcados com "‡"

### Treinos classificatórios
| Pos.    | Nº | Piloto               | Equipe               | Q1       | Q2       | Q3         | Grid       |
| ------- | -- | -------------------- | -------------------- | -------- | -------- | ---------- | ---------- |
| 1       | 7  | Fernando Alonso      | Renault              | 1:21.313 | 1:20.826 | 1:21.569   | 1          |
| 2       | 15 | Sebastian Vettel     | Red Bull-Renault     | 1:21.178 | 1:20.604 | 1:21.607   | 2          |
| 3       | 14 | Mark Webber          | Red Bull-Renault     | 1:20.964 | 1:20.358 | 1:21.741   | 3          |
| 4       | 1‡ | Lewis Hamilton       | McLaren-Mercedes     | 1:20.842 | 1:20.465 | 1:21.839   | 4          |
| 5       | 16 | Nico Rosberg         | Williams-Toyota      | 1:20.793 | 1:20.862 | 1:21.890   | 5          |
| 6       | 2‡ | Heikki Kovalainen    | McLaren-Mercedes     | 1:21.659 | 1:20.807 | 1:22.095   | 6          |
| 7       | 4‡ | Kimi Räikkönen       | Ferrari              | 1:21.500 | 1:20.647 | 1:22.468   | 7          |
| 8       | 22 | Jenson Button        | Brawn-Mercedes       | 1:21.471 | 1:20.707 | 1:22.511   | 8          |
| 9       | 17 | Kazuki Nakajima      | Williams-Toyota      | 1:21.407 | 1:20.570 | 1:22.835   | 9          |
| 10      | 3‡ | Felipe Massa         | Ferrari              | 1:21.420 | 1:20.823 | [ nota 1 ] | [ nota 2 ] |
| 11      | 12 | Sébastien Buemi      | Toro Rosso-Ferrari   | 1:21.571 | 1:21.002 |            | 10         |
| 12      | 9  | Jarno Trulli         | Toyota               | 1:21.416 | 1:21.082 |            | 11         |
| 13      | 23 | Rubens Barrichello   | Brawn-Mercedes       | 1:21.558 | 1:21.222 |            | 12         |
| 14      | 10 | Timo Glock           | Toyota               | 1:21.584 | 1:21.242 |            | 13         |
| 15      | 8  | Nelson Piquet Jr.    | Renault              | 1:21.278 | 1:21.389 |            | 14         |
| 16      | 6  | Nick Heidfeld        | BMW Sauber           | 1:21.738 |          |            | 15         |
| 17      | 21 | Giancarlo Fisichella | Force India-Mercedes | 1:21.807 |          |            | 16         |
| 18      | 20 | Adrian Sutil         | Force India-Mercedes | 1:21.868 |          |            | 17         |
| 19      | 5  | Robert Kubica        | BMW Sauber           | 1:21.901 |          |            | 18         |
| 20      | 11 | Jaime Alguersuari    | Toro Rosso-Ferrari   | 1:22.359 |          |            | 19         |
| Fontes: |    |                      |                      |          |          |            |            |

### Corrida
| Pos.    | Nº | Piloto               | Construtor           | Voltas | Tempo/Diferença      | Grid | Pontos |
| ------- | -- | -------------------- | -------------------- | ------ | -------------------- | ---- | ------ |
| 1       | 1‡ | Lewis Hamilton       | McLaren-Mercedes     | 70     | 1:38:23.876          | 4    | 10     |
| 2       | 4‡ | Kimi Räikkönen       | Ferrari              | 70     | + 11.529             | 7    | 8      |
| 3       | 14 | Mark Webber          | Red Bull-Renault     | 70     | + 16.886             | 3    | 6      |
| 4       | 16 | Nico Rosberg         | Williams-Toyota      | 70     | + 26.967             | 5    | 5      |
| 5       | 2‡ | Heikki Kovalainen    | McLaren-Mercedes     | 70     | + 34.392             | 6    | 4      |
| 6       | 10 | Timo Glock           | Toyota               | 70     | + 35.237             | 13   | 3      |
| 7       | 22 | Jenson Button        | Brawn-Mercedes       | 70     | + 55.088             | 8    | 2      |
| 8       | 9  | Jarno Trulli         | Toyota               | 70     | + 1:08.172           | 11   | 1      |
| 9       | 17 | Kazuki Nakajima      | Williams-Toyota      | 70     | + 1:08.774           | 9    |        |
| 10      | 23 | Rubens Barrichello   | Brawn-Mercedes       | 70     | + 1:09.256           | 12   |        |
| 11      | 6  | Nick Heidfeld        | BMW Sauber           | 70     | + 1:10.612           | 15   |        |
| 12      | 8  | Nelson Piquet Jr.    | Renault              | 70     | + 1:11.512           | 14   |        |
| 13      | 5  | Robert Kubica        | BMW Sauber           | 70     | + 1:14.046           | 18   |        |
| 14      | 21 | Giancarlo Fisichella | Force India-Mercedes | 69     | + 1 volta            | 16   |        |
| 15      | 11 | Jaime Alguersuari    | Toro Rosso-Ferrari   | 69     | + 1 volta            | 19   |        |
| 16      | 12 | Sébastien Buemi      | Toro Rosso-Ferrari   | 69     | + 1 volta            | 10   |        |
| Ret     | 15 | Sebastian Vettel     | Red Bull-Renault     | 29     | Suspensão            | 2    |        |
| Ret     | 7  | Fernando Alonso      | Renault              | 15     | Roda solta           | 1    |        |
| Ret     | 20 | Adrian Sutil         | Force India-Mercedes | 1      | Pressão d'água       | 17   |        |
| DNS     | 3‡ | Felipe Massa         | Ferrari              | 0      | Acidente nos treinos |      |        |
| Fontes: |    |                      |                      |        |                      |      |        |

## Tabela do campeonato após a corrida
| Pos.    | Piloto             | Pontos |
| ------- | ------------------ | ------ |
| 1       | Jenson Button      | 70     |
| 2       | Mark Webber        | 51,5   |
| 3       | Sebastian Vettel   | 47     |
| 4       | Rubens Barrichello | 44     |
| 5       | Nico Rosberg       | 25,5   |
| Fontes: |                    |        |

| Pos.    | Construtor       | Pontos |
| ------- | ---------------- | ------ |
| 1       | Brawn-Mercedes   | 114    |
| 2       | Red Bull-Renault | 98,5   |
| 3       | Ferrari          | 40     |
| 4       | Toyota           | 38,5   |
| 5       | McLaren-Mercedes | 28     |
| Fontes: |                  |        |

- Nota: Somente as primeiras cinco posições estão listadas.